# Най-хубавите години от нашия живот
„Най-хубавите години от нашия живот“ е българско телевизионно състезание, излъчван по БНТ 1. Шоуто стартира на 31 декември 2013 г. и завършва на 22 март 2014 г. В предаването се разказва за десетилетията на 50-те, 60-те, 70-те, 80-те и 90-те години от 20 век от архивите на БНТ, Българска кинематография и други.
От 16 март 2024 г. започва повторното излъчване на предаването всяка събота от 21:00 до 22:00, отново по БНТ 1.

## Сюжет в предаването
Във всеки епизод две десетилетия ще се борят пред публика от 18-годишни момичета и момчета, които трябва да изберат кое харесват повече.

## Епизоди с десетилетията
| Епизод номер | Десетилетия | Излъчване           |
| ------------ | ----------- | ------------------- |
| 1            | 60-те/80-те | 31 декември 2013 г. |
| 2            | 70-те/90-те | 8 януари 2014 г.    |
| 3            | 50-те/70-те | 15 януари 2014 г.   |
| 4            | 80-те/90-те | 22 януари 2014 г.   |
| 5            | 50-те/80-те | 29 януари 2014 г.   |
| 6            | 60-те/90-те | 5 февруари 2014 г.  |
| 7            | 70-те/80-те | 12 февруари 2014 г. |
| 8            | 50-те/90-те | 19 февруари 2014 г. |
| 9            | 60-те/70-те | 26 февруари 2014 г. |
| 10           | 50-те/60-те | 5 март 2014 г.      |